# Dyjákovice
Dyjákovice (in tedesco Groß Tajax) è un comune della Repubblica Ceca facente parte del distretto di Znojmo, in Moravia Meridionale.